# Koilpatti
Koilpatti fou un estat tributari protegit del Districte de Tirunelveli o Tinnevely, a la presidència de Madràs, format per 11 pobles amb una superfície de 52 km² pagant un peshkash o tribut permanent de 323 lliures. Els ingressos del zamindar es calculaven em 1.058 lliures. La capital era Koilpatti, amb una població el 1881 de 1.213 habitants.